# Allyson (football)
Pour les articles homonymes, voir Allyson.
Allyson Araújo dos Santos, né le 28 février 1982 à Aracaju (Brésil), est un footballeur brésilien.
Il a joué, entre autres, à Manisaspor et a joué pour le club de Denizlispor jusqu'à l'hiver 2007-2008. Il mesure 1,86 m et occupe le poste de defenseur central.